# Nova América
Nova América é um município no nordeste do estado de Goiás. Situa-se no Vale do São Patrício. De acordo com Censo do IBGE (2010) possui 2.259 habitantes.

## História
Nova América começou em 1944, nas margens do Córrego Baunilha. Tendo como primeiro habitante o senhor Jeremias José do Couto que em 1952 dividiu parte de suas terras em lotes e distribuiu a colonos da região, dando início assim a um distrito pertencente ao Município de Itapaci. O primeiro nome foi "Baunilha", devido a proximidade com Córrego da Baunilha. Sendo elevado a categoria de município em 1958, com o nome de "Nova América", uma homenagem a esposa de seu fundador, América do Couto.

## Geografia

### Localização
Nova América está localizado a 71 km de Ceres e a importante rodovia BR-153. Distante de Rubiataba, 21 km, Crixás, 55 km, e de Nova Glória, 45 km.
Distancia Goiânia: 256 km, Saindo pela GO-080 / Nerópolis / São Francisco de Goiás / BR-153 / Rialma / GO-434 / Rubiataba.
Municípios vizinhos: Rubiataba, Mozarlândia, Itapaci e Crixás.

### Demografia
Em 2007, a densidade demográfica do município foi de 10,38 hab / km ². A população urbana era 1.532 ea população rural foi 668. 
A taxa de crescimento foi de 0,07% para o período 1996/2007.

## Economia
A economia se baseia na modesta agricultura, pecuária, serviços públicos. Em 2007 havia apenas 2 unidades industriais e 14 unidades varejo na cidade. Não foram encontradas instituições financeiras. Em 2007, havia 258 automóveis.
Havia 269 explorações agrícolas em 2006 com uma área total de 21.804 hectares, dos quais 800 hectares eram agrícolas e de 16.400 hectares eram pasto. Em 2006, havia 21.000 cabeças de gado e um número modesto de aves e suínos. Os principais produtos agrícolas eram arroz, cana de açúcar, e milho, nenhum ultrapassando 500 hectares plantados na área.

## Saúde e educação
Em 2007 havia apenas 1 posto de saúde na cidade. Em 2000 a taxa de mortalidade infantil era 26,46, abaixo da média nacional de 35,0.
Em 2006 o sistema escolar tinha 4 escolas, 19 salas de aula, 54 professores e 794 estudantes. Em 2000, a taxa de alfabetização para adultos foi 82,4%, o que foi inferior à média nacional de 86,4%.
Ranking Municipal sobre o Índice de Desenvolvimento Humano
- MHDI: 0,715
- Estado ranking: 183 (de um total de 246 municípios)
- National ranking: 2704 (de um total de 5507 municípios)

## Política
Lista de Prefeitos do Municipio de Nova América
- 1978/1982 - Joaquim Alves dos Anjos
- 1983/1988 - Alvamir Faria dos Anjos (Com o seu falecimento, Jose Balduino Ribeiro assumiu)
- 1989/1990 - Antonio Eustaquio Rodrigues
- 1990/1992 - Carlos Braz Pimenta
- 1993/1996 - Vilmar Balduino Ribeiro
- 1997/2000 - Luiz de Lima
- 2001/2004 - Eurípedes Miguel Manso
- 2005/2008 - Eurípedes Miguel Manso
- 2009/2012 - Carlos Braz Pimenta
- 2013/2016 - Eurípedes Miguel Manso
- 2017/2020 - Eurípedes Miguel Manso